# Marc Lévy
Marc Lévy (Algír, 1961. augusztus 7. –) francia labdarúgókapus, edző.

## Pályafutása

### Játékosként
1980 és 1986 között az Olympique Marseille labdarúgója volt.

### Edzőként
2001-ben az Olympique Marseille, 2004 és 2006 között a Pau szakmai munkáját irányította.

## Sikerei, díjai
Olympique Marseille
- Francia bajnokság – másodosztály
  - 2.: 1983–84
- Coupe Gambardella
  - győztes: 1979